# Orbales
Ordre
Les Orbales sont un ordre de bactéries à Gram négatif de la classe des Gammaproteobacteria. Son nom provient du genre Orbus qui est le genre type de cet ordre.
En 2022 d'après la LPSN (8 novembre 2022), cet ordre ne comporte qu'une seule famille, les Orbaceae.